# واهل کلیپر
واهل کلیپر (انگلیسی: Wahl Clipper) شرکت لوازم بهداشتی آمریکایی است، که در سال ۱۹۱۹ تأسیس شد.

## رئیس ها[۱]
- لئو جی. وال
- وارن پی وال
- جک وال
- گریگوری وال

## برندها
- وال
- موزر
- لیستر